# Der zerbrochene Krug
Der zerbrochene Krug is een Duitse filmkomedie uit 1937 onder regie van Gustav Ucicky. Het scenario is gebaseerd op het gelijknamige toneelstuk uit 1811 van de Duitse auteur Heinrich von Kleist.

## Verhaal
Adam is een dronken rechter in een klein dorpje in Holland. Op een avond komt hij per ongeluk dronken terecht in het vertrek van Eva Rull. Daar wordt hij betrapt door haar minnaar. Er ontstaat een gevecht, waarbij rechter Adam zijn rechterspruik verliest en een antieke kruik breekt. Als hij de volgende morgen de rechtbank opent, weet hij te verbergen wat er in de nacht is gebeurd. Dan komt de moeder van Eva echter de rechtszaal binnen. Zij eist dat de dorpsrechter uitzoekt wie de kruik heeft gebroken.

## Rolverdeling
| Acteur                   | Personage        |
| ------------------------ | ---------------- |
| Emil Jannings            | Adam             |
| Friedrich Kayßler        | Walter           |
| Max Gülstorff            | Licht            |
| Lina Carstens            | Marthe Rull      |
| Angela Salloker          | Eva Rull         |
| Bruno Hübner             | Veit Tümpel      |
| Paul Dahlke              | Ruprecht Tümpel  |
| Elisabeth Flickenschildt | Mevrouw Brigitte |
| Walter Werner            | Bediende         |
| Erich Dunskus            | Büttel           |
| Gisela von Collande      | Grethe           |
| Lotte Rausch             | Liese            |
| Käthe Kamossa            | Dorpelinge       |